# Volvo Trucks
Volvo Trucks Corporation — шведская автомобилестроительная компания, один из мировых лидеров по производству тяжёлых грузовиков. В переводе с латыни «volvo» означает «я кручусь» или «я качусь». Принадлежит второму в мире по величине производителю грузовиков «Volvo Group».
Компания Volvo Trucks в 2001 году приобрела контрольный пакет грузового подразделения компании Renault (RVI), которое в 2002 году вошло в её состав под названием Renault Trucks. Президент и председатель совета директоров — Лейф Юханссон. Пост председателя правления занимает бывший глава Renault — Луи Швейцер.

## История
Volvo Trucks — часть шведской компании Volvo Group, созданной в 1927 году. Однако история Volvo Trucks началась отдельно в 1928 году, когда Volvo решила расширить свою деятельность на производство грузовиков. Первый грузовик был представлен в том же году под названием "Series 1".
В течение следующих десятилетий Volvo Trucks активно развивалась, выпуская инновационные модели и технологии. В 1965 году был представлен Volvo Titan, который сразу стал популярным благодаря своей надежности и мощности.
В 1980-е годы компания активно внедряла передовые технологии, такие как системы электронного управления двигателем. В 1993 году Volvo Trucks представила новую серию FH, которая стала одной из самых успешных и технологически продвинутых в их линейке.
В новом тысячелетии Volvo Trucks продолжила инновации, фокусируясь на устойчивом транспорте. Они представили грузовик с гибридной системой и активно развивали технологии для снижения выбросов и повышения топливной эффективности.
Кроме того, Volvo Trucks всегда акцентировала внимание на безопасности. В 2009 году они представили технологию Collision Warning с эмергентным торможением, что подчеркивает их стремление к снижению аварийности на дорогах.
На протяжении всей своей истории Volvo Trucks продолжает быть одним из ключевых участников глобальной транспортной индустрии, обеспечивая клиентов по всему миру инновационными и надежными решениями в области грузовых автомобилей.

## Деятельность
Вольво производит преимущественно (95 %) большегрузную коммерческую технику (в классе свыше 16 тонн).
Грузовые автомобили Volvo позиционируются производителем как безопасные и комфортные.
Глобальная международная корпорация Volvo Trucks Corporation включает в себя конструкторские и производственные центры, расположенные в Швеции, Бельгии, Бразилии и США, а также большое количество сборочных предприятий по всему миру, в одних из которых корпорация представлена в качестве соучредителя вместе с местными промышленными группами, в других — напрямую принадлежат Volvo Group.
Volvo Trucks, помимо одноимённого бренда, является ещё и владельцем таких марок производителей грузовых авто как Renault Trucks («Грузовики Рено»), Mack Truck (американский бренд) и Nissan Diesel (ныне — UD Trucks).
Volvo Trucks также являлась в своё время совладельцем известной компании-производителя грузовиков Scania, однако в соответствии с решением антимонопольного комитета Евросоюза реализовала свою долю акций этой компании на рынке.
Volvo Trucks имеют представительства и сервисные центры в более чем 130 странах мира. Свыше 1000 местных дилерских представительств в разных частях света и 1800 технических центров обеспечивают продажи и техобслуживание грузовиков.
Почти половину общего объёма продаж своей новой техники Volvo Trucks осуществляет в странах Западной Европы, свыше трети — в Америке.
Легче серии FH в нынешней линейке — грузовики Вольво серии FM, которые предназначены для перевозок на короткие и средние расстояния.
Развозные грузовики — это Volvo FL. Эти грузовые авто преимущественно служат для осуществления быстрых доставок по городу и в пригороде, вывоза бытовых отходов и предоставления других коммунальных услуг.
Несмотря на то что Volvo продала своё подразделение Volvo Car, в состав группы VOLVO входят следующие подразделения:
- Volvo Trucks (выпускает грузовые автомобили)
- Mack Trucks
- Renault Trucks
- UD Trucks
- Volvo Bussar
- Volvo Construction Equipment
- Volvo Penta
- Volvo Aero
- Volvo Financial Services

### UD Trucks
Создана в 1960 году как дочерняя компания Nissan Motor Co., специализируящаяся на серийном производстве широкой гаммы грузовых автомобилей и автобусов, оснащённых исключительно дизельными двигателями. В 2007 году была приобретена Volvo Trucks, в 2021 году была продана компании Isuzu
- UD Kazet
- UD Condor
- UD Quon (GW)
- UD Quester
- UD SLF

## Международная деятельность
Кабины производятся в Швеции и Бельгии, а двигатели изготовляются в шведском городе Шёвде. Также имеются другие заводы в Швеции (Гётеборг — также Главное бюро), Бельгии, США, Бразилии, Южной Африке, Австралии, Китае, Индии и России.
Коммерческая часть разделена на 3 подразделения — Европейское, Североамериканское и Международное, который покрывает остальную часть мира. Офисы и дилерские центры созданы в Китае, Гонконге, Тайване, Южной Корее.

### Volvo Trucks в России
Volvo Trucks стала первым иностранным производителем, осуществившим в 1974-м году поставку в СССР партии из 100 тягачей Volvo F89. Следующая партия из 150 тягачей была получена в 1976-м году. Автомобили обслуживали международные грузовые перевозки в автотранспортной фирме «Совтрансавто».
Компания Volvo располагает самой широкой сетью авторизованных сервисных станций и офисов продаж в России среди иностранных производителей коммерческой техники.
Модельный ряд Volvo Trucks: Volvo FL, Volvo FE, Volvo FM, Volvo FH, Volvo FH16.
В 2008-м году успешно прошёл запуск новых моделей: Volvo FM, Volvo FH, Volvo FH16.
В 2010 году на мировые рынке выпущен новый строительный грузовик Volvo FMX и новый грузовой автомобиль для региональных транспортных операций Volvo FM. С осени 2010 года начато их производство на заводе Volvo в Калуге.
Компания владеет собственными Volvo Trucks Центрами в Санкт-Петербурге, Москве и Калуге. Также свыше 13 лет действует Учебный центр Volvo для водителей и механиков.

#### Завод в Калуге
В 2003-м году компания Volvo Trucks открыла завод по сборке грузовых автомобилей Volvo в Зеленограде «ВТС-Зеленоград». К 2008 году объём выпуска завода превысил 500 машин в год. В силу нехватки производственных площадей увеличение объёма выпускаемой продукции на заводе «ВТС-Зеленоград» не представлялось возможным. По этой причине в 2007-м году на XII экономическом форуме в Санкт-Петербурге между руководством Volvo и Калужской области было подписано инвестиционное соглашение о строительстве завода Volvo в промышленной зоне «Калуга-ЮГ». Площадь участка — 55 га. Инвестиции в проект превысили 100 млн евро. Производственные мощности завода рассчитаны на сборку 15 000 грузовых автомобилей в год. После запуска завода в Калуге площадка в Зеленограде перепрофилирована в Учебный центр Volvo.
19 января 2009 года в Калуге состоялся запуск производства грузовиков на новом заводе компании Volvo. В мае 2009 года Минпромторг РФ официально присвоил продукции ЗАО «Вольво Восток» статус отечественной. В 2014 году на заводе пущен цех сварки и покраски кабин. К 10-летнему юбилею завода в 2019 году выпущено 31727 единиц техники. В том числе в 2017 году — 4665 машин, а в 2018 году — 5637 машин.
В 2022 году производство было остановлено, «Вольво Восток» в конце 2022 года было переименовано в «Стоков машинное оборудование», а в сентябре 2023 года активы Volvo в России были переданы российскому инвестору.
На этой же площадке действует цех по сборке грузовиков Renault Trucks.

## Некоторая эксплуатационно-техническая информация по моделям FH и VNL в условиях России
- FH12 и FH16

Это модели европейского типа среднего и крупного тоннажа соответственно. При очень приятном управлении необходимо привыкнуть к особенностям переключения скоростей. На рычаге 2 делителя и всего 4 положения. Боковой делитель переключает «половинки», передний — ряды. Любое несвоевременное переключение переднего тумблера грозит поломкой КПП. Машины известны водителям своим удобством, но есть ещё некоторые нюансы. Например абсолютно неудобные дефлекторы. Их очень сложно настроить под себя.
Ещё 1 недостаток в предохранителях. Если вы разольете какой либо напиток на торпеду то это грозит их поломкой.
- VN

Седельный тягач капотной компоновки для американского рынка. Построен в традициях американской конструкторской школы, когда сам разработчик машины делает только раму, кабину и электрооборудование; а двигатель, трансмиссию, тормоза, большую часть навесного оборудования и седло — закупает у сторонних фирм, наравне с остальными североамериканскими производителями-конкурентами (Freightliner, Navistar, Paccar).
Двигатели: Volvo, Cummins (на более старых моделях также Caterpillar и Detroit Diesel). Коробки передач бессинхронизаторного типа или роботы на их основе: Eaton-Fuller, ZF-Meritor. Прочие агрегаты трансмиссии — тех же фирм или подконтрольных им. Остальные агрегаты — десятка различных внутриамериканских узкоспециализированных компаний. Данная схема объясняется тем, что почти 100 % американских тягачей являются заказными, и поэтому собираются как конструктор из деталей, интересных заказчику.
Унификация с моделями FH минимальна: лобовое и дверные стёкла, элементы салона. В случае использования мотора Volvo — таковой имеет собственную североамериканскую систему питания, выпуска, и безмочевинную систему очистки выхлопных газов.
В России машина имеет своих почитателей, и возможно являются абсолютно лучшим седельным тягачом для российских условий. Ограничение на широкое распространение накладывает факт того, что автопоезд с американским седельным тягачом не проходной в Европу по причине превышения европейского габарита длины.

### Сервисные центры
Сервисные центры есть практически во всех странах мира, в одной только России их около 10 штук.

### Северная Америка
Экспансия на американский рынок началась в 1959 году, когда начались продажи капотных тягачей Volvo Titan, Volvo Viking и Volvo Starke.
Тягачи Volvo USA начинают свою традицию с 1981 года, когда Volvo AB приобрело часть американского автомобилестроителя White Motor Corp., создав совместное предприятие Volvo White Truck Corp., базирующееся в Гринсборо, штат Северная Каролина.
В 1988 году создаётся подразделение Volvo GM Heavy Truck Corp., ставшее использовать совместные разработки General Motors (GM) и Volvo в строительстве грузовиков и тягачей Volvo. В 1997 году Volvo приобретает все акции General Motors в совместном предприятии и переименовывает компанию в Volvo Trucks North America, северо-американское полноценное подразделение Volvo.
В 2001 году Volvo Trucks North America выходит из-под общего бренда Volvo AB и занимает особую позицию. Сейчас эта компания является вторым в мире производителем магистральных тягачей и лидером в области создания дизельных двигателей для тяжёлых грузовиков.

### Рынки экспорта и страны производства
Volvo Trucks продаются на рынках практически всех стран мира за исключением Китая ,Японии и ещё нескольких стран.
Полные или частичные производства кроме Швеции находятся в Италии , России, США,Бразилии и ещё нескольких странах.

### Модели, производимые в прошлом

#### 1920-е
- Ряд 1 и 2
- Ряд 3 и 4

#### 1930-е
- LV66 и LV68
- LV71 и LV73
- LV75
- LV76 — LV79
- LV8 и LV9
- LV18, LV19 и LV29
- «Sharpnose»
- TVA и TVB

#### 1940-е
- «Roundnose»
- LV11
- TVC
- LV15 и LV24
- L29C и V

#### 1950-е
- L34
- L39 и L49
- L38 и Викинг L48
- TL11, TL12 и TL22
- L36 и L37
- TL31
- L42 и L43

#### 1960-е
- The «Laplander»
- L46, L47 и N84
- L4751 и F85
- L4851 и F86
- L4951, F88 и G88
- F82 и F83
- N86 и N88

#### 1970-е
- F89 и G89
- F82S и F83S
- N7, N10 и N12
- C3
- F4 и F6
- F10 и F12
- F6S
- F7
- Путешественник

#### 1980-е
- CH230
- White Motor Company[англ.]
- Белый Моторный Company
- FL4 и FL6
- FL7 и FL10
- FS10
- F10, F12 и F16
- NL10 и NL12

#### 1990-е
- FE6 и житель Северной Америки FE7 моделирует
- FS7
- FH12 и FH16
- FL12
- ECT и Гибрид FL6
- VN и NH
- FLC
- FM7, FM10 и FM12

#### 2000-е
- Volvo FH
- Volvo 80
- Volvo VN
- Volvo FM9 и FM12
- Volvo FL6
- Volvo VT (основанный на VN)